# Камила (митологија)
Камила (Camilla) је по римској митологији била хероина, кћи Касмиле и Метаба краља Приверна.

## Митологија
Након смрти своје жене, Метаб је прогнан из земље. Бежећи од прогонитеља са својом кћери стигао је до реке Амазене. Тада је призвао у помоћ богињу Дијану и заветовао јој своју кћер. Богиња му је помогла да пређе реку, а малу Камилу је отац претходно пребацио преко реке тако што ју је привезао за копље које је хитнуо до друге обале. На тај начин је утекао прогонитељима и повукао се у шуму где је сам подизао Камилу, васпитавајући је по узору на племениту богињу.
Камила је касније успела да поврати власт над облашћу Волска у којој је владао њен отац. Одазвала се на позив Турна и са њим се борила против Енеје и његових Тројанаца. На бојном пољу се борила јуначки и тек када је Арунт успео да је убије, тројанци су савладали своје противнике. Да би осветила смрт своје љубимице, Дијана је наредила нимфи Опији да стрелама усмрти Арунта.